# Louise Beavers
Pour les articles homonymes, voir Beavers.
Louise Beavers est une actrice américaine, née le 8 mars 1902 à Cincinnati (Ohio) et morte le 26 octobre 1962 à Los Angeles.

## Filmographie partielle
- 1930 : Honey de Wesley Ruggles
- 1930 : True to the Navy de Frank Tuttle
- 1930 : She Couldn't Say No de Lloyd Bacon
- 1931 : Girls About Town de George Cukor
- 1931 : Don't Bet on Women de William K. Howard
- 1932 : What Price Hollywood? de George Cukor : Bonita
- 1932 : Cabaret de nuit (Night World) de Hobart Henley
- 1932 : Grand Cœur (Divorce in the Family) de Charles Reisner
- 1932 : Street of Women d'Archie Mayo
- 1932 : Unashamed de Harry Beaumont
- 1932 : Jeune Amérique (Young America) de Frank Borzage : la femme de chambre
- 1932 : It's Tough to Be Famous d'Alfred E. Green
- 1933 : Lady Lou (She Done Him Wrong) de Lowell Sherman : Pearl
- 1933 : Virginité (What Price Innocence?) de Willard Mack
- 1933 : Dans tes bras (Hold Your Man) de Sam Wood : l'employée du club
- 1933 : Un hurlement dans la nuit (A Shriek in the Night) d'Albert Ray : la femme de ménage
- 1933 : Mademoiselle Volcan (Bombshell) de Victor Fleming : Loretta
- 1933 : In the Money de Frank R. Strayer
- 1934 : The Woman Condemned de Dorothy Davenport
- 1934 : Coquette de Sam Taylor : Julia, la domestique
- 1934 : Un héros moderne (A Modern Hero) de Georg Wilhelm Pabst
- 1934 : Palooka de Benjamin Stoloff
- 1934 : Images de la vie (Imitation of Life) de John M. Stahl : Delilah Johnson
- 1934 : Fascination (Glamour) de William Wyler
- 1935 : Soir de gloire (Annapolis Farewell) d'Alexander Hall

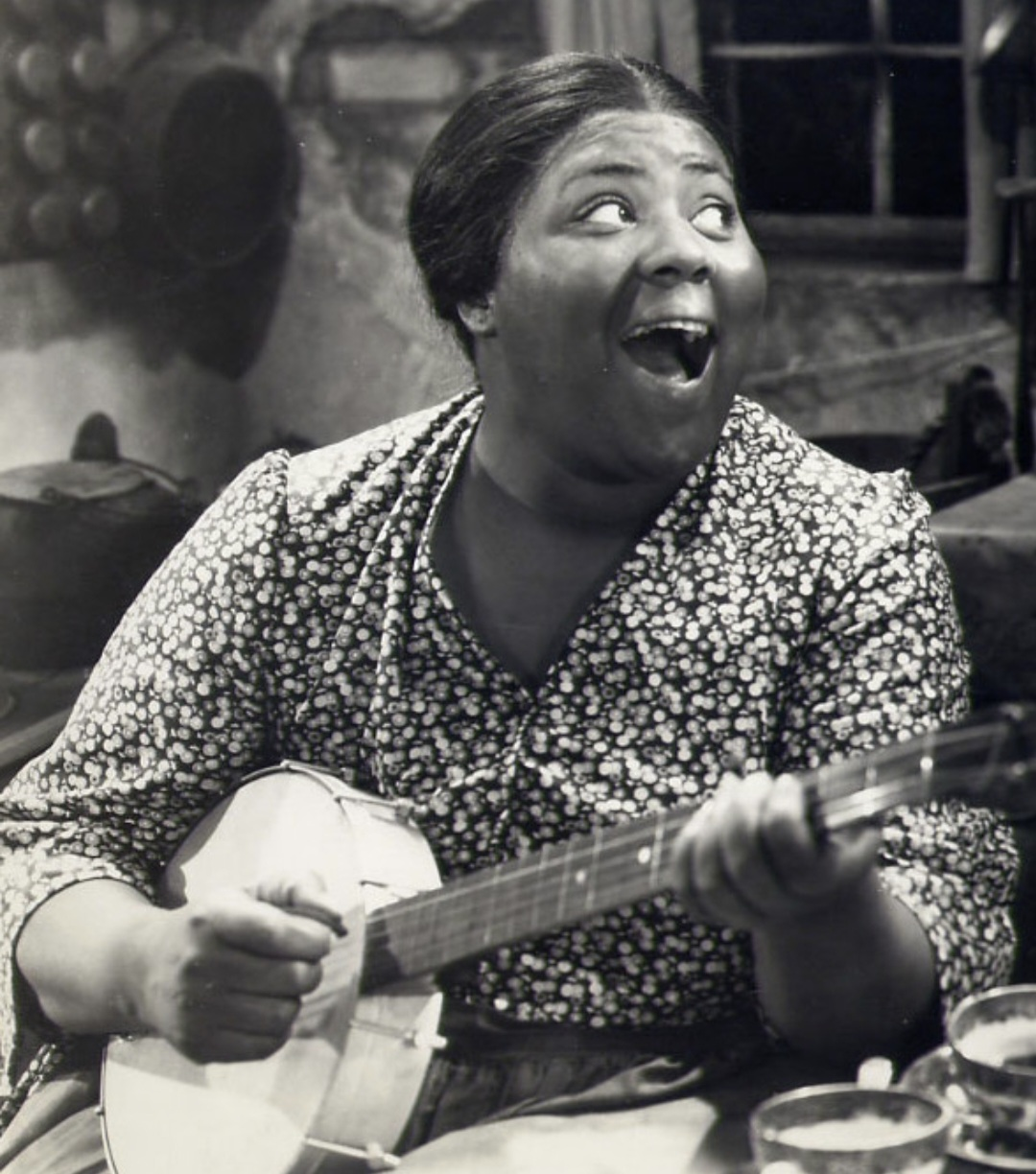
Louise Beavers dans Rainbow on the River (1936).

- 1936 : Guerre au crime (Bullets or Ballots) de William Keighley : Nellie LaFleur
- 1936 : Wives Never Know d'Elliott Nugent
- 1936 : Rainbow on the River (en) de Kurt Neumann
- 1937 : À l'est de Shanghaï (Wings Over Honolulu) de H. C. Potter
- 1938 : Les Cadets de Virginie (Brother Rat) de William Keighley
- 1939 : Le Lien sacré (Made for Each Other) de John Cromwell : Lily
- 1939 : The Lady's from Kentucky d'Alexander Hall

- 1940 : Prison Bait

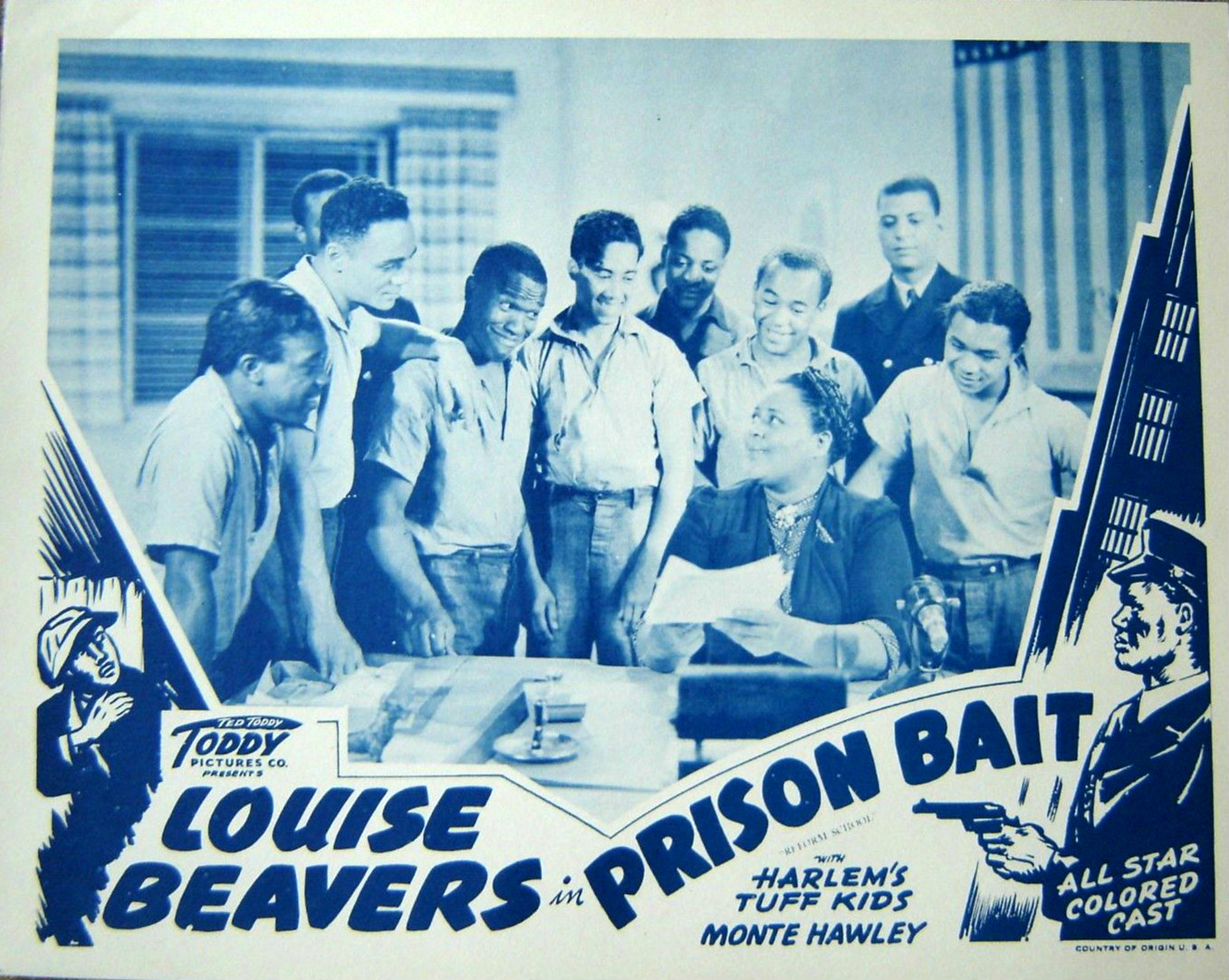
Louise Beavers dans Prison Bait, remake de Reform School.

- 1941 : L'Ombre de l'Introuvable (Shadow of the Thin Man) de W. S. Van Dyke : Stella
- 1941 : La Reine des rebelles (Belle Starr) d'Irving Cummings : Mammy Lou
- 1942 : Les Naufrageurs des mers du Sud (Reap the Wild Wind) de Cecil B. DeMille : Maum Maria
- 1942 : L'amour chante et danse (Holiday Inn) de Mark Sandrich : Mamie
- 1942 : Young America de Louis King : Pansy
- 1943 : La Du Barry était une dame (Du Barry Was a Lady) de Roy Del Ruth : Niagara
- 1943 : Toute seule (All by Myself) de Felix E. Feist : Willie
- 1943 : Good Morning, Judge de Jean Yarbrough
- 1943 : La Vie aventureuse de Jack London (Jack London) d'Alfred Santell : Mammy Jenny
- 1946 : Le Retour à l'amour (Lover Come Back) de William A. Seiter
- 1947 : Mon chien et moi (Banjo) de Richard Fleischer : Lindy
- 1948 : Ce bon vieux Sam (Good Sam) de Leo McCarey : Chloe
- 1948 : Un million clé en main (Mr. Blandings builds his Dream House) de Henry C. Potter : Gussie
- 1950 : The Jackie Robinson Story d'Alfred E. Green : La mère de Jackie
- 1950 : Trois Gosses sur les bras (My Blue Heaven) de Henry Koster : Selma
- 1956 : L'Enfant du divorce (Teenage Rebel) d'Edmund Goulding : Willamay
- 1956 : Adieu Lady (Good-bye, My Lady) de William A. Wellman : Bonnie Drew
- 1960 : Les Jeunes Loups (All the Fine Young Cannibals) : Rose
- 1960 : Voulez-vous pêcher avec moi ? (The Facts of Life) de Melvin Frank : Gussie